# Nikita Parris
Nikita Josephine Parris (Toxteth, 10 marzo 1994) è una calciatrice inglese, attaccante del London City Lionesses.
Con la maglia della nazionale della Gran Bretagna ha preso parte al torneo femminile di calcio dei Giochi della XXXII Olimpiade. Ha vinto il campionato europeo con la nazionale inglese nel 2022.

## Carriera

### Club
Nikita Parris crebbe calcisticamente nelle giovanili dell'Everton, nelle quali entrò a far parte all'età di 14 anni, venendo inserita in alcune occasioni in prima squadra già nella seconda metà nel 2010. Parris, ancora sedicenne, fece il suo esordio nella UEFA Women's Champions League 2010-2011, massima competizione continentale per club, nelle tre partite che l'Everton giocò nella fase di qualificazione e realizzò due reti nella vittoria per 10-0 sulle macedoni del Borec. Giocò anche alcuni minuti nelle successive partite dell'Everton nella fase a eliminazione diretta. Parris venne inserita nella formazione riserve dell'Everton e fece anche il suo esordio nella prima edizione della FA Women's Super League 1, la rinnovata massima serie del campionato inglese. Continuò a giocare nella prima squadra nelle annate successive, realizzando le sue prime reti in campionato nella stagione 2013. Grazie alle prestazioni offerte nel corso della stagione 2014, Parris venne considerata per il premio come migliore giovane calciatrice dell'anno dall'associazione dei calciatori professionistici (PFA) e venne poi inserita nella squadra della stagione 2014 della Super League.
Nel gennaio 2015, dopo che l'Everton era retrocesso in seconda serie, Parris venne mandata in prestito al Manchester City per l'intera stagione, potendo così rimanere a giocare nella massima serie inglese. Terminato il prestito, Parris decise di rimanere al Manchester City, firmando un contratto biennale a partire dalla stagione 2016. Col Manchester City Parris tornò a giocare nella UEFA Champions League e al termine della Super League 2016 arrivò la vittoria del campionato nazionale, la prima nella storia del club. Parris rimase al Manchester City per cinque stagioni di fila, vincendo oltre al campionato anche la FA Women's Cup per due volte e la FA Women's League Cup anch'essa per due volte. Nella stagione 2018-2019 Parris realizzò in campionato 19 reti su 19 partite disputate, arrivando, però, seconda nella classifica delle migliori marcatrici del torneo dietro all'olandese Vivianne Miedema dell'Arsenal autrice di due reti in più. Sempre nella stessa stagione, in particolare a novembre 2018, Parris divenne la migliore marcatrice nella storia della FA Women's Super League, superando Eniola Aluko, in testa fino ad allora. Grazie a queste sue prestazioni, Parris vinse il premio di migliore giocatrice della stagione, assegnato dalla Football Writers' Association, facendo il paio con Raheem Sterling, attaccante del Manchester City, vincitore del premio nella categoria maschile.
Nel giugno 2019 Parris si è trasferita all'Olympique Lione. Ha giocato con la squadra francese per due stagioni consecutive, vincendo nella prima il campionato, la coppa nazionale, la Champions League e il Trophée des Championnes. In Champions League realizzò quattro reti in sei partite disputate, tra le quali una delle reti con cui l'Olympique Lione superò il Bayern Monaco per 2-1 nei quarti di finale, ma saltò la finale dopo aver rimediato un cartellino rosso nella semifinale contro il Paris Saint-Germain. La stagione 2020-2021 vide Parris protagonista sia in campionato, nel quale realizzò 13 reti, sia nelle coppe, sebbene la stagione si concluse per le lionesi senza un trionfo per la prima volta da quindici anni.
Nell'estate 2021 Parris è tornata in Inghilterra, firmando un contratto con l'Arsenal, che aveva pagato una quota record nella storia delle Gunners.

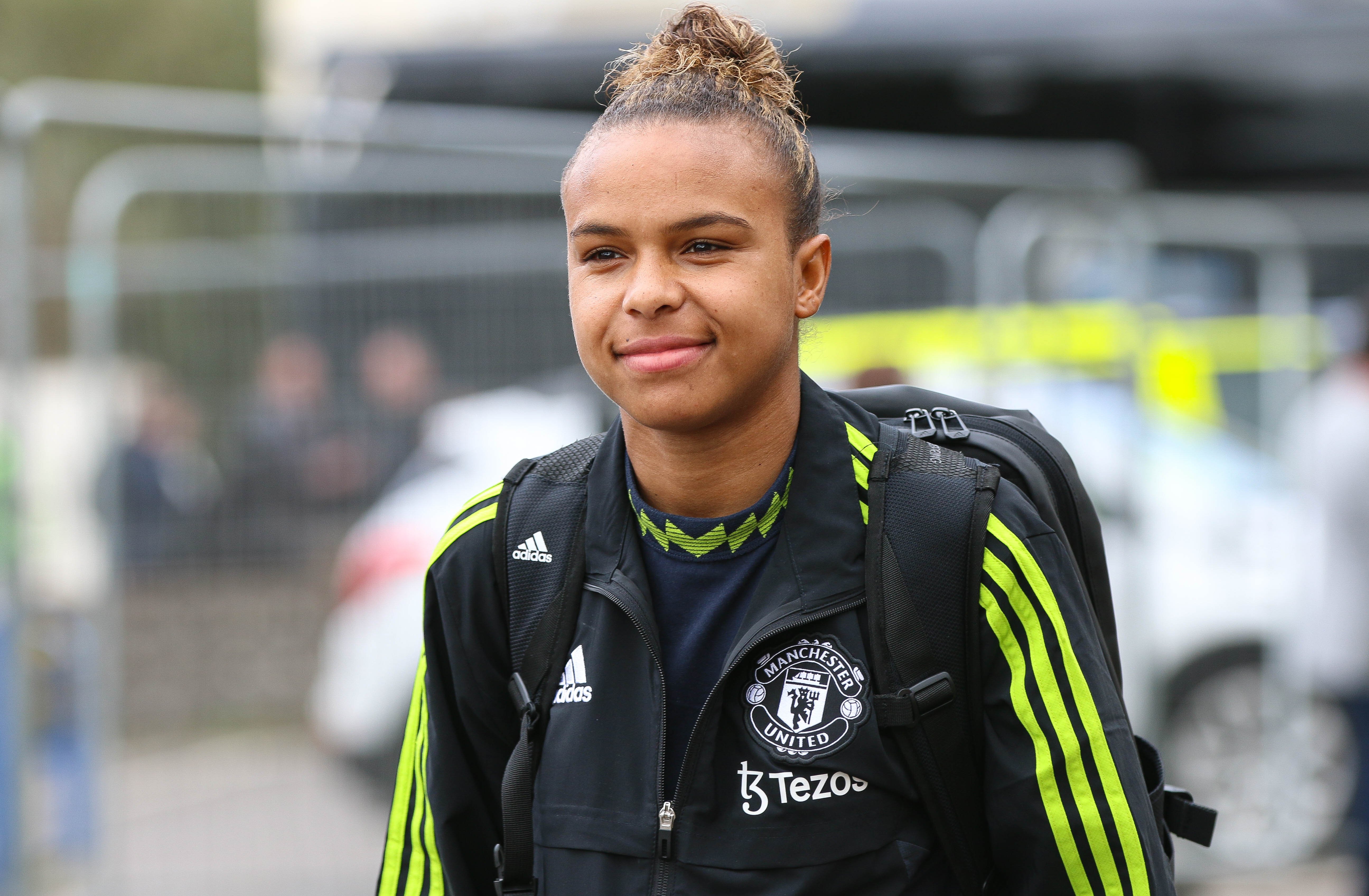
Parris al Manchester United nel 2023.

Il 6 agosto 2022 si è trasferita al Manchester United, firmando un contratto biennale. Nelle due stagioni allo United ha contribuito alla conquista del secondo posto in campionato e alla prima qualificazione in UEFA Women's Champions League, nonché alla vittoria della Women's FA Cup, primo trofeo dello United. Svincolatasi dallo United, il 13 settembre 2024 ha firmato un contratto col Brighton & Hove.

### Nazionale

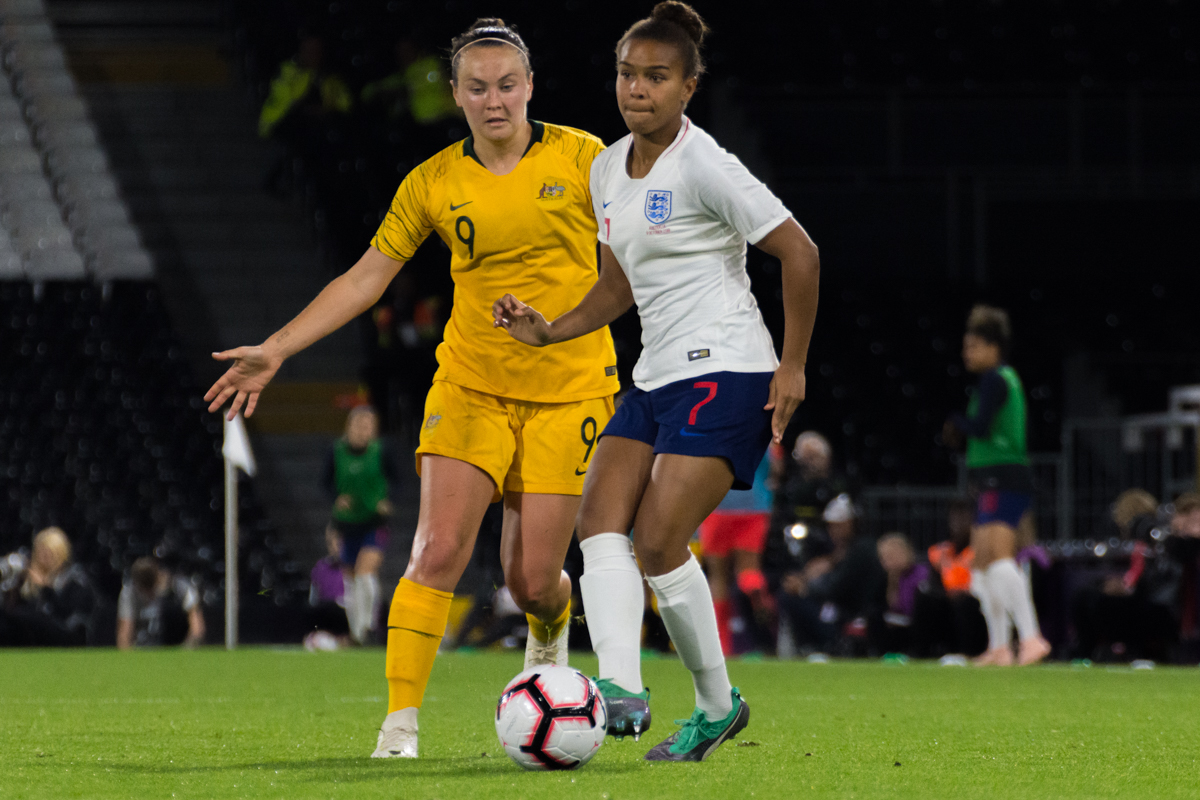
Nikita Parris con la maglia della nazionale inglese nel 2018 in una partita contro l'Australia.

Nikita Parris ha fatto parte delle selezioni giovanili dell'Inghilterra, giocando otto partite con la selezione under 17 e ventisei con la selezione under 19, scendendo in campo nelle partite di qualificazione alle fasi finali dei campionati europei di categoria. Con la maglia della selezione Under-19 ha preso parte alla fase finale del campionato europeo 2013, nel quale l'Inghilterra conquistò la medaglia d'argento dopo aver perso la finale contro la Francia. Al termine del torneo Parris venne inserita dall'UEFA nella lista dei dieci talenti emersi nel corso della manifestazione. Parris venne convocata da Mo Marley, selezionatrice della nazionale under 20 inglese, per il campionato mondiale under 20 2014, disputatosi in Canada.

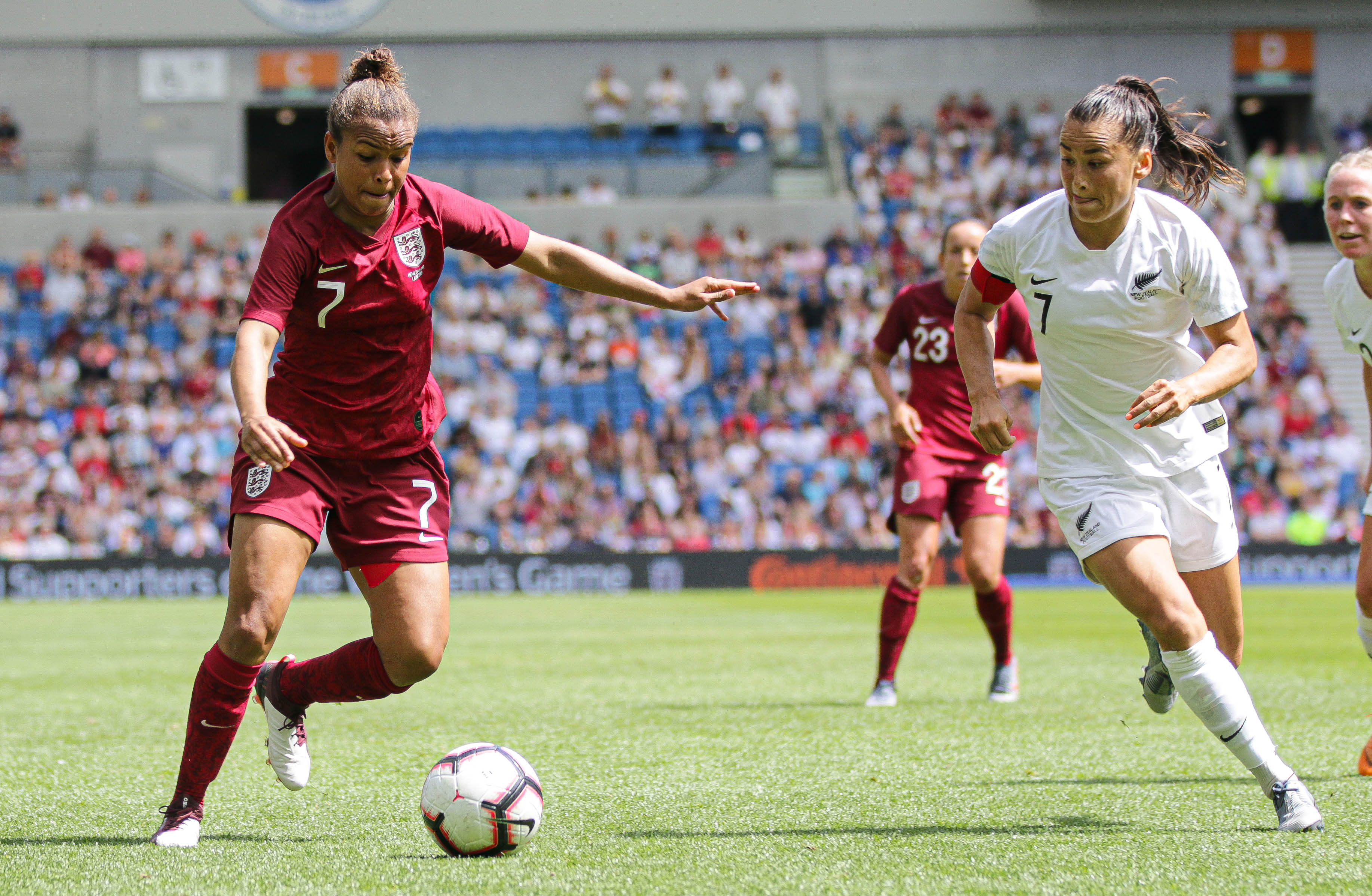
Nikita Parris con la maglia della nazionale inglese nel 2019 in una partita contro la Nuova Zelanda.

Parris fece il suo esordio nella nazionale maggiore il 4 giugno 2016, scendendo in campo al posto di Rachel Daly nel corso del secondo tempo della partita vinta per 7-0 sulla Serbia e valida per le qualificazioni al campionato europeo 2017. Tre giorni dopo, Parris scese in campo nella seconda sfida alla Serbia e realizzò una doppietta nei minuti finali della partita, terminata nuovamente 7-0 per le inglesi. Nel febbraio 2017 venne inserita nella rosa della squadra che partecipò alla seconda edizione della SheBelieves Cup. Due mesi dopo il selezionatore della nazionale, Mark Sampson, la incluse nella rosa della squadra che prese parte al campionato europeo 2017, organizzato nei Paesi Bassi. Nel corso del torneo, che vide l'Inghilterra eliminata in semifinale dalle padrone di casa, Parris giocò solo due partite nella fase a gironi, segnando la rete decisiva nella vittoria per 2-1 sul Portogallo.
Dopo aver giocato nella SheBelieves Cup 2018, convocata dal nuovo selezionatore della nazionale, Phil Neville, Parris prese parte anche alla SheBelieves Cup 2019, che l'Inghilterra vinse per la prima volta. Nella partita pareggiata per 2-2 con gli Stati Uniti Parris realizzò la rete del temporaneo vantaggio delle inglese, rete che contribuì al primo posto dell'Inghilterra nella classifica finale. Due mesi dopo Parris venne annunciata nella squadra inglese che avrebbe preso parte al campionato mondiale 2019, organizzato in Francia. Parris realizzò la sua prima rete, su calcio di rigore, al campionato mondiale nella partita di esordio dell'Inghilterra, vittoriosa per 2-1 sulla Scozia. Parris venne anche nominata migliore giocatrice della partita da parte della FIFA. Parris conquistò un calcio di rigore anche nella partita successiva contro l'Argentina, ma il suo tiro venne parato da Vanina Correa, portiere delle argentine, sbagliando un altro calcio di rigore anche nel corso dei quarti di finale contro la Norvegia.
A fine maggio 2021 Parris venne inserita nella rosa della nazionale della Gran Bretagna in vista del torneo femminile dei Giochi della XXXII Olimpiade, dal quale le britanniche vennero eliminate ai quarti di finale dall'Australia.
Nel giugno 2022 venne inserita da Sarina Wiegman nella lista delle 23 calciatrici inglesi convocate per il campionato europeo. Parris scese in campo in due sole partite del torneo, giocando pochi minuti nei tempi supplementari del quarto di finale vinto contro la Spagna e della finale vinta contro la Germania.

## Statistiche

### Presenze e reti nei club
Aggiornate al 21 settembre 2024.
| Stagione                 | Squadra                  | Campionato               | Campionato | Campionato | Coppe nazionali | Coppe nazionali | Coppe nazionali | Coppe internazionali | Coppe internazionali | Coppe internazionali | Altre coppe | Altre coppe | Altre coppe | Totale | Totale |
| Stagione                 | Squadra                  | Comp                     | Pres       | Reti       | Comp            | Pres            | Reti            | Comp                 | Pres                 | Reti                 | Comp        | Pres        | Reti        | Pres   | Reti   |
| ------------------------ | ------------------------ | ------------------------ | ---------- | ---------- | --------------- | --------------- | --------------- | -------------------- | -------------------- | -------------------- | ----------- | ----------- | ----------- | ------ | ------ |
| 2011                     | Everton                  | WSL 1                    | 3          | 0          | CI              | 0               | 0               | UWCL                 | 5                    | 2                    | -           | -           | -           | 8      | 2      |
| 2012                     | Everton                  | WSL 1                    | 10         | 0          | CI              | 3               | 0               | -                    | -                    | -                    | -           | -           | -           | 13     | 0      |
| 2013                     | Everton                  | WSL 1                    | 11         | 6          | CI              | 3               | 2               | -                    | -                    | -                    | -           | -           | -           | 14     | 8      |
| 2014                     | Everton                  | WSL 1                    | 13         | 6          | CI              | 3               | 1               | -                    | -                    | -                    | -           | -           | -           | 16     | 7      |
| Totale Everton           | Totale Everton           | Totale Everton           | 37         | 12         | -               | 9               | 3               | -                    | 5                    | 2                    | -           | -           | -           | 51     | 17     |
| 2015                     | Manchester City          | WSL 1                    | 13         | 4          | CI              | 5               | 4               | -                    | -                    | -                    | -           | -           | -           | 18     | 8      |
| 2016                     | Manchester City          | WSL 1                    | 16         | 1          | CI              | 4               | 3               | -                    | -                    | -                    | -           | -           | -           | 20     | 4      |
| 2017                     | Manchester City          | WSL 1                    | 6          | 2          | CI              | 0               | 0               | WCL                  | 7                    | 0                    | -           | -           | -           | 13     | 2      |
| 2017-2018                | Manchester City          | WSL 1                    | 18         | 11         | CI              | 6               | 3               | WCL                  | 8                    | 4                    | -           | -           | -           | 32     | 18     |
| 2018-2019                | Manchester City          | WSL                      | 19         | 19         | CI              | 4               | 3               | WCL                  | 2                    | 0                    | -           | -           | -           | 25     | 22     |
| Totale Manchester City   | Totale Manchester City   | Totale Manchester City   | 72         | 37         | -               | 19              | 13              | -                    | 17                   | 4                    | -           | -           | -           | 108    | 54     |
| 2019-2020                | Olympique Lione          | D1                       | 15         | 8          | CF              | 5               | 6               | WCL                  | 6                    | 4                    | TC          | 0           | 0           | 26     | 18     |
| 2020-2021                | Olympique Lione          | D1                       | 20         | 13         | CF              | 1               | 0               | WCL                  | 6                    | 2                    | -           | -           | -           | 27     | 15     |
| Totale Olympique Lione   | Totale Olympique Lione   | Totale Olympique Lione   | 35         | 21         | -               | 6               | 6               | -                    | 12                   | 6                    | -           | 0           | 0           | 53     | 33     |
| 2021-2022                | Arsenal                  | WSL                      | 18         | 1          | CI              | 4               | 1               | WCL                  | 12                   | 3                    | CL          | 1           | 0           | 35     | 5      |
| 2022-2023                | Manchester United        | WSL                      | 21         | 4          | CI              | 4               | 4               | -                    | -                    | -                    | LC          | 2           | 1           | 27     | 9      |
| 2023-2024                | Manchester United        | WSL                      | 21         | 8          | CI              | 5               | 3               | WCL                  | 0                    | 0                    | LC          | 4           | 5           | 30     | 16     |
| Totale Manchester United | Totale Manchester United | Totale Manchester United | 42         | 12         | -               | 9               | 7               | -                    | 0                    | 0                    | -           | 6           | 6           | 57     | 25     |
| 2024-2025                | Brighton & Hove          | WSL                      | 22         | 7          | CI              | 2               | 3               | -                    | -                    | -                    | LC          | 4           | 2           | 28     | 12     |
| Totale carriera          | Totale carriera          | Totale carriera          | 227        | 90         | -               | 51              | 33              | -                    | 44                   | 15                   | -           | 11          | 8           | 335    | 148    |

### Cronologia presenze e reti in nazionale
| Cronologia completa delle presenze e delle reti in nazionale ― Inghilterra | Cronologia completa delle presenze e delle reti in nazionale ― Inghilterra | Cronologia completa delle presenze e delle reti in nazionale ― Inghilterra | Cronologia completa delle presenze e delle reti in nazionale ― Inghilterra | Cronologia completa delle presenze e delle reti in nazionale ― Inghilterra | Cronologia completa delle presenze e delle reti in nazionale ― Inghilterra | Cronologia completa delle presenze e delle reti in nazionale ― Inghilterra | Cronologia completa delle presenze e delle reti in nazionale ― Inghilterra |
| Data                                                                       | Città                                                                      | In casa                                                                    | Risultato                                                                  | Ospiti                                                                     | Competizione                                                               | Reti                                                                       | Note                                                                       |
| -------------------------------------------------------------------------- | -------------------------------------------------------------------------- | -------------------------------------------------------------------------- | -------------------------------------------------------------------------- | -------------------------------------------------------------------------- | -------------------------------------------------------------------------- | -------------------------------------------------------------------------- | -------------------------------------------------------------------------- |
| 4-6-2016                                                                   | Wycombe                                                                    | Inghilterra                                                                | 7 – 0                                                                      | Serbia                                                                     | Qual. Euro 2017                                                            | -                                                                          | 57’                                                                        |
| 7-6-2016                                                                   | Stara Pazova                                                               | Serbia                                                                     | 0 – 7                                                                      | Inghilterra                                                                | Qual. Euro 2017                                                            | 2                                                                          | 56’                                                                        |
| 15-9-2016                                                                  | Nottingham                                                                 | Inghilterra                                                                | 5 – 0                                                                      | Estonia                                                                    | Qual. Euro 2017                                                            | -                                                                          | 60’                                                                        |
| 20-9-2016                                                                  | Lovanio                                                                    | Belgio                                                                     | 0 – 2                                                                      | Inghilterra                                                                | Qual. Euro 2017                                                            | 1                                                                          | 77’                                                                        |
| 21-10-2016                                                                 | Doncaster                                                                  | Inghilterra                                                                | 0 – 0                                                                      | Francia                                                                    | Amichevole                                                                 | -                                                                          | 58’                                                                        |
| 25-10-2016                                                                 | Guadalajara                                                                | Spagna                                                                     | 1 – 2                                                                      | Inghilterra                                                                | Amichevole                                                                 | -                                                                          | 64’                                                                        |
| 22-1-2017                                                                  | La Manga del Mar Menor                                                     | Inghilterra                                                                | 0 – 1                                                                      | Norvegia                                                                   | Amichevole                                                                 | -                                                                          |                                                                            |
| 1-3-2017                                                                   | Chester                                                                    | Inghilterra                                                                | 1 – 2                                                                      | Francia                                                                    | SheBelieves Cup 2017                                                       | -                                                                          | 74’                                                                        |
| 4-3-2017                                                                   | Harrison                                                                   | Stati Uniti                                                                | 0 – 1                                                                      | Inghilterra                                                                | SheBelieves Cup 2017                                                       | -                                                                          | 77’                                                                        |
| 7-4-2017                                                                   | Stoke-on-Trent                                                             | Inghilterra                                                                | 1 – 1                                                                      | Italia                                                                     | Amichevole                                                                 | -                                                                          | 90’                                                                        |
| 10-6-2017                                                                  | Bienne                                                                     | Svizzera                                                                   | 0 – 4                                                                      | Inghilterra                                                                | Amichevole                                                                 | -                                                                          | 63’ 71’                                                                    |
| 1-7-2017                                                                   | Søborg                                                                     | Danimarca                                                                  | 1 – 2                                                                      | Inghilterra                                                                | Amichevole                                                                 | -                                                                          | 63’ 75’                                                                    |
| 19-7-2017                                                                  | Utrecht                                                                    | Inghilterra                                                                | 6 – 0                                                                      | Scozia                                                                     | Euro 2017 - Fase a gironi                                                  | -                                                                          | 65’                                                                        |
| 27-7-2017                                                                  | Tilburg                                                                    | Portogallo                                                                 | 1 – 2                                                                      | Inghilterra                                                                | Euro 2017 - Fase a gironi                                                  | 1                                                                          |                                                                            |
| 19-9-2017                                                                  | Birkenhead                                                                 | Inghilterra                                                                | 6 – 0                                                                      | Russia                                                                     | Qual. Mondiali 2019                                                        | 1                                                                          | 61’                                                                        |
| 20-10-2017                                                                 | Valenciennes                                                               | Francia                                                                    | 1 – 0                                                                      | Inghilterra                                                                | Amichevole                                                                 | -                                                                          | 84’                                                                        |
| 24-11-2017                                                                 | Walsall                                                                    | Inghilterra                                                                | 4 – 0                                                                      | Bosnia ed Erzegovina                                                       | Qual. Mondiali 2019                                                        | 1                                                                          | 81’                                                                        |
| 28-11-2017                                                                 | Colchester                                                                 | Inghilterra                                                                | 5 – 0                                                                      | Kazakistan                                                                 | Qual. Mondiali 2019                                                        | 2                                                                          |                                                                            |
| 1-3-2018                                                                   | Columbus                                                                   | Inghilterra                                                                | 4 – 1                                                                      | Francia                                                                    | SheBelieves Cup 2018                                                       | -                                                                          | 61’                                                                        |
| 4-3-2018                                                                   | Harrison                                                                   | Germania                                                                   | 2 – 2                                                                      | Inghilterra                                                                | SheBelieves Cup 2018                                                       | -                                                                          | 67’                                                                        |
| 8-3-2018                                                                   | Orlando                                                                    | Stati Uniti                                                                | 1 – 0                                                                      | Inghilterra                                                                | SheBelieves Cup 2018                                                       | -                                                                          | 52’                                                                        |
| 6-4-2018                                                                   | Southampton                                                                | Inghilterra                                                                | 0 – 0                                                                      | Galles                                                                     | Qual. Mondiali 2019                                                        | -                                                                          | 55’                                                                        |
| 8-6-2018                                                                   | Mosca                                                                      | Russia                                                                     | 1 – 3                                                                      | Inghilterra                                                                | Qual. Mondiali 2019                                                        | 1                                                                          |                                                                            |
| 31-8-2018                                                                  | Newport                                                                    | Galles                                                                     | 0 – 3                                                                      | Inghilterra                                                                | Qual. Mondiali 2019                                                        | 1                                                                          |                                                                            |
| 6-10-2018                                                                  | Nottingham                                                                 | Inghilterra                                                                | 1 – 0                                                                      | Brasile                                                                    | Amichevole                                                                 | -                                                                          | 74’                                                                        |
| 9-10-2018                                                                  | Londra                                                                     | Inghilterra                                                                | 1 – 1                                                                      | Australia                                                                  | Amichevole                                                                 | -                                                                          | 62’                                                                        |
| 8-11-2018                                                                  | Maria Enzersdorf                                                           | Austria                                                                    | 0 – 3                                                                      | Inghilterra                                                                | Amichevole                                                                 | -                                                                          | 64’                                                                        |
| 11-11-2018                                                                 | Rotherham                                                                  | Inghilterra                                                                | 0 – 2                                                                      | Svezia                                                                     | Amichevole                                                                 | -                                                                          |                                                                            |
| 27-2-2019                                                                  | Chester                                                                    | Inghilterra                                                                | 2 – 1                                                                      | Brasile                                                                    | SheBelieves Cup 2019                                                       | -                                                                          |                                                                            |
| 2-3-2019                                                                   | Nashville                                                                  | Stati Uniti                                                                | 2 – 2                                                                      | Inghilterra                                                                | SheBelieves Cup 2019                                                       | 1                                                                          | 88’                                                                        |
| 5-4-2019                                                                   | Manchester                                                                 | Inghilterra                                                                | 0 – 1                                                                      | Canada                                                                     | Amichevole                                                                 | -                                                                          |                                                                            |
| 9-4-2019                                                                   | Swindon                                                                    | Inghilterra                                                                | 2 – 1                                                                      | Spagna                                                                     | Amichevole                                                                 | -                                                                          | 83’                                                                        |
| 25-5-2019                                                                  | Walsall                                                                    | Inghilterra                                                                | 2 – 0                                                                      | Danimarca                                                                  | Amichevole                                                                 | 1                                                                          | 61’                                                                        |
| 1-6-2019                                                                   | Brighton & Hove                                                            | Inghilterra                                                                | 0 – 1                                                                      | Nuova Zelanda                                                              | Amichevole                                                                 | -                                                                          | 68’                                                                        |
| 9-6-2019                                                                   | Nizza                                                                      | Inghilterra                                                                | 2 – 1                                                                      | Scozia                                                                     | Mondiali 2019 - Fase a gironi                                              | 1                                                                          |                                                                            |
| 14-6-2019                                                                  | Le Havre                                                                   | Inghilterra                                                                | 1 – 0                                                                      | Argentina                                                                  | Mondiali 2019 - Fase a gironi                                              | -                                                                          | 87’                                                                        |
| 19-6-2019                                                                  | Nizza                                                                      | Giappone                                                                   | 0 – 2                                                                      | Inghilterra                                                                | Mondiali 2019 - Fase a gironi                                              | -                                                                          | 83’                                                                        |
| 23-6-2019                                                                  | Valenciennes                                                               | Inghilterra                                                                | 3 – 0                                                                      | Camerun                                                                    | Mondiali 2019 - Ottavi di finale                                           | -                                                                          | 84’                                                                        |
| 27-6-2019                                                                  | Le Havre                                                                   | Norvegia                                                                   | 0 – 3                                                                      | Inghilterra                                                                | Mondiali 2019 - Quarti di finale                                           | -                                                                          | 88’                                                                        |
| 2-7-2019                                                                   | Valenciennes                                                               | Inghilterra                                                                | 1 – 2                                                                      | Stati Uniti                                                                | Mondiali 2019 - Semifinali                                                 | -                                                                          | 90+5’                                                                      |
| 6-7-2019                                                                   | Nizza                                                                      | Inghilterra                                                                | 1 – 2                                                                      | Svezia                                                                     | Mondiali 2019 - Finale terzo posto                                         | -                                                                          | 74’                                                                        |
| 29-8-2019                                                                  | Lovanio                                                                    | Belgio                                                                     | 3 – 3                                                                      | Inghilterra                                                                | Amichevole                                                                 | 1                                                                          | 75’                                                                        |
| 3-9-2019                                                                   | Bergen                                                                     | Norvegia                                                                   | 2 – 1                                                                      | Inghilterra                                                                | Amichevole                                                                 | -                                                                          | 83’                                                                        |
| 5-10-2019                                                                  | Middlesbrough                                                              | Inghilterra                                                                | 1 – 2                                                                      | Brasile                                                                    | Amichevole                                                                 | -                                                                          | 74’                                                                        |
| 8-10-2019                                                                  | Setúbal                                                                    | Portogallo                                                                 | 0 – 1                                                                      | Inghilterra                                                                | Amichevole                                                                 | -                                                                          |                                                                            |
| 9-11-2019                                                                  | Londra                                                                     | Inghilterra                                                                | 1 – 2                                                                      | Germania                                                                   | Amichevole                                                                 | -                                                                          | 73’                                                                        |
| 12-11-2019                                                                 | České Budějovice                                                           | Rep. Ceca                                                                  | 2 – 3                                                                      | Inghilterra                                                                | Amichevole                                                                 | -                                                                          | 64’                                                                        |
| 6-3-2020                                                                   | Orlando                                                                    | Stati Uniti                                                                | 2 – 0                                                                      | Inghilterra                                                                | SheBelieves Cup 2020                                                       | -                                                                          | 89’                                                                        |
| 8-3-2020                                                                   | Harrison                                                                   | Giappone                                                                   | 0 – 1                                                                      | Inghilterra                                                                | SheBelieves Cup 2020                                                       | -                                                                          | 60’                                                                        |
| 11-3-2020                                                                  | Frisco                                                                     | Inghilterra                                                                | 0 – 1                                                                      | Spagna                                                                     | SheBelieves Cup 2020                                                       | -                                                                          |                                                                            |
| 9-4-2021                                                                   | Caen                                                                       | Francia                                                                    | 3 – 1                                                                      | Inghilterra                                                                | Amichevole                                                                 | -                                                                          | 46’                                                                        |
| 13-4-2021                                                                  | Stoke-on-Trent                                                             | Inghilterra                                                                | 0 – 2                                                                      | Canada                                                                     | Amichevole                                                                 | -                                                                          | 80’                                                                        |
| 17-9-2021                                                                  | Southampton                                                                | Inghilterra                                                                | 8 – 0                                                                      | Macedonia del Nord                                                         | Qual. Mondiali 2023                                                        | -                                                                          | 63’                                                                        |
| 21-9-2021                                                                  | Lussemburgo                                                                | Lussemburgo                                                                | 0 – 10                                                                     | Inghilterra                                                                | Qual. Mondiali 2023                                                        | 1                                                                          |                                                                            |
| 23-10-2021                                                                 | Londra                                                                     | Inghilterra                                                                | 4 – 0                                                                      | Irlanda del Nord                                                           | Qual. Mondiali 2023                                                        | -                                                                          | 63’                                                                        |
| 26-10-2021                                                                 | Liepāja                                                                    | Lettonia                                                                   | 0 – 10                                                                     | Inghilterra                                                                | Qual. Mondiali 2023                                                        | -                                                                          | 46’                                                                        |
| 27-11-2021                                                                 | Sunderland                                                                 | Inghilterra                                                                | 1 – 0                                                                      | Austria                                                                    | Qual. Mondiali 2023                                                        | -                                                                          | 70’                                                                        |
| 17-2-2022                                                                  | Middlesbrough                                                              | Inghilterra                                                                | 1 – 1                                                                      | Canada                                                                     | Arnold Clark Cup 2022                                                      | -                                                                          | 65’                                                                        |
| 20-2-2022                                                                  | Norwich                                                                    | Inghilterra                                                                | 0 – 0                                                                      | Spagna                                                                     | Arnold Clark Cup 2022                                                      | -                                                                          | 45’                                                                        |
| 23-2-2022                                                                  | Wolverhampton                                                              | Inghilterra                                                                | 3 – 1                                                                      | Germania                                                                   | Arnold Clark Cup 2022                                                      | -                                                                          | 62’                                                                        |
| 8-4-2022                                                                   | Skopje                                                                     | Macedonia del Nord                                                         | 0 – 10                                                                     | Inghilterra                                                                | Qual. Mondiali 2023                                                        | -                                                                          | 60’                                                                        |
| 12-4-2022                                                                  | Belfast                                                                    | Irlanda del Nord                                                           | 0 – 5                                                                      | Inghilterra                                                                | Qual. Mondiali 2023                                                        | 2                                                                          | 71’                                                                        |
| 16-6-2022                                                                  | Wolverhampton                                                              | Inghilterra                                                                | 3 – 0                                                                      | Belgio                                                                     | Amichevole                                                                 | -                                                                          | 81’                                                                        |
| 24-6-2022                                                                  | Leeds                                                                      | Inghilterra                                                                | 5 – 1                                                                      | Paesi Bassi                                                                | Amichevole                                                                 | -                                                                          | 81’                                                                        |
| 30-6-2022                                                                  | Zurigo                                                                     | Svizzera                                                                   | 0 – 4                                                                      | Inghilterra                                                                | Amichevole                                                                 | -                                                                          | 75’                                                                        |
| 20-7-2022                                                                  | Brighton & Hove                                                            | Inghilterra                                                                | 2 – 1 dts                                                                  | Spagna                                                                     | Euro 2022 - Quarti di finale                                               | -                                                                          | 117’                                                                       |
| 31-7-2022                                                                  | Londra                                                                     | Inghilterra                                                                | 2 – 1 dts                                                                  | Germania                                                                   | Euro 2022 - Finale                                                         | -                                                                          | 119’                                                                       |
| 3-9-2022                                                                   | Wiener Neustadt                                                            | Austria                                                                    | 0 – 2                                                                      | Inghilterra                                                                | Qual. Mondiali 2023                                                        | 1                                                                          | 62’                                                                        |
| 6-9-2022                                                                   | Stoke-on-Trent                                                             | Inghilterra                                                                | 10 – 0                                                                     | Lussemburgo                                                                | Qual. Mondiali 2023                                                        | 1                                                                          |                                                                            |
| 11-11-2022                                                                 | San Pedro del Pinatar                                                      | Inghilterra                                                                | 4 – 0                                                                      | Giappone                                                                   | Amichevole                                                                 | -                                                                          | 83’                                                                        |
| 15-11-2022                                                                 | San Pedro del Pinatar                                                      | Inghilterra                                                                | 1 – 1                                                                      | Norvegia                                                                   | Amichevole                                                                 | -                                                                          | 83’                                                                        |
| Totale                                                                     |                                                                            | Presenze                                                                   | 71                                                                         |                                                                            | Reti                                                                       | 17                                                                         |                                                                            |

| Cronologia completa delle presenze e delle reti in nazionale ― Gran Bretagna | Cronologia completa delle presenze e delle reti in nazionale ― Gran Bretagna | Cronologia completa delle presenze e delle reti in nazionale ― Gran Bretagna | Cronologia completa delle presenze e delle reti in nazionale ― Gran Bretagna | Cronologia completa delle presenze e delle reti in nazionale ― Gran Bretagna | Cronologia completa delle presenze e delle reti in nazionale ― Gran Bretagna | Cronologia completa delle presenze e delle reti in nazionale ― Gran Bretagna | Cronologia completa delle presenze e delle reti in nazionale ― Gran Bretagna |
| Data                                                                         | Città                                                                        | In casa                                                                      | Risultato                                                                    | Ospiti                                                                       | Competizione                                                                 | Reti                                                                         | Note                                                                         |
| ---------------------------------------------------------------------------- | ---------------------------------------------------------------------------- | ---------------------------------------------------------------------------- | ---------------------------------------------------------------------------- | ---------------------------------------------------------------------------- | ---------------------------------------------------------------------------- | ---------------------------------------------------------------------------- | ---------------------------------------------------------------------------- |
| 21-7-2021                                                                    | Sapporo                                                                      | Gran Bretagna                                                                | 2 – 0                                                                        | Cile                                                                         | Olimpiadi 2020 - Fase a gironi                                               | -                                                                            | 69’                                                                          |
| 24-7-2021                                                                    | Sapporo                                                                      | Giappone                                                                     | 0 – 1                                                                        | Gran Bretagna                                                                | Olimpiadi 2020 - Fase a gironi                                               | -                                                                            | 76’                                                                          |
| 27-7-2021                                                                    | Kashima                                                                      | Canada                                                                       | 1 – 1                                                                        | Gran Bretagna                                                                | Olimpiadi 2020 - Fase a gironi                                               | -                                                                            |                                                                              |
| 30-7-2021                                                                    | Kashima                                                                      | Gran Bretagna                                                                | 3 – 4 dts                                                                    | Australia                                                                    | Olimpiadi 2020 - Quarti di finale                                            | -                                                                            | 96’                                                                          |
| Totale                                                                       |                                                                              | Presenze                                                                     | 4                                                                            |                                                                              | Reti                                                                         | 0                                                                            |                                                                              |

## Palmarès

### Club
- Campionato inglese: 1

Manchester City: 2016
- Women's FA Cup: 3

Manchester City: 2016-2017, 2018-2019
Manchester United: 2023-2024
- FA Women's League Cup: 1

Manchester City: 2016, 2018-2019
- Trophée des Championnes: 1

Olympique Lione: 2019
- Campionato francese: 1

Olympique Lione: 2019-2020
- Coppa di Francia: 1

Olympique Lione: 2019-2020
- UEFA Women's Champions League: 1

Olympique Lione: 2019-2020

### Nazionale
- SheBelieves Cup: 1

2019
- Arnold Clark Cup: 1

2022
- Campionato d'Europa: 1

2022

### Individuale
- FWA calciatrice dell'anno: 1

2018-2019